# Макрообъектив

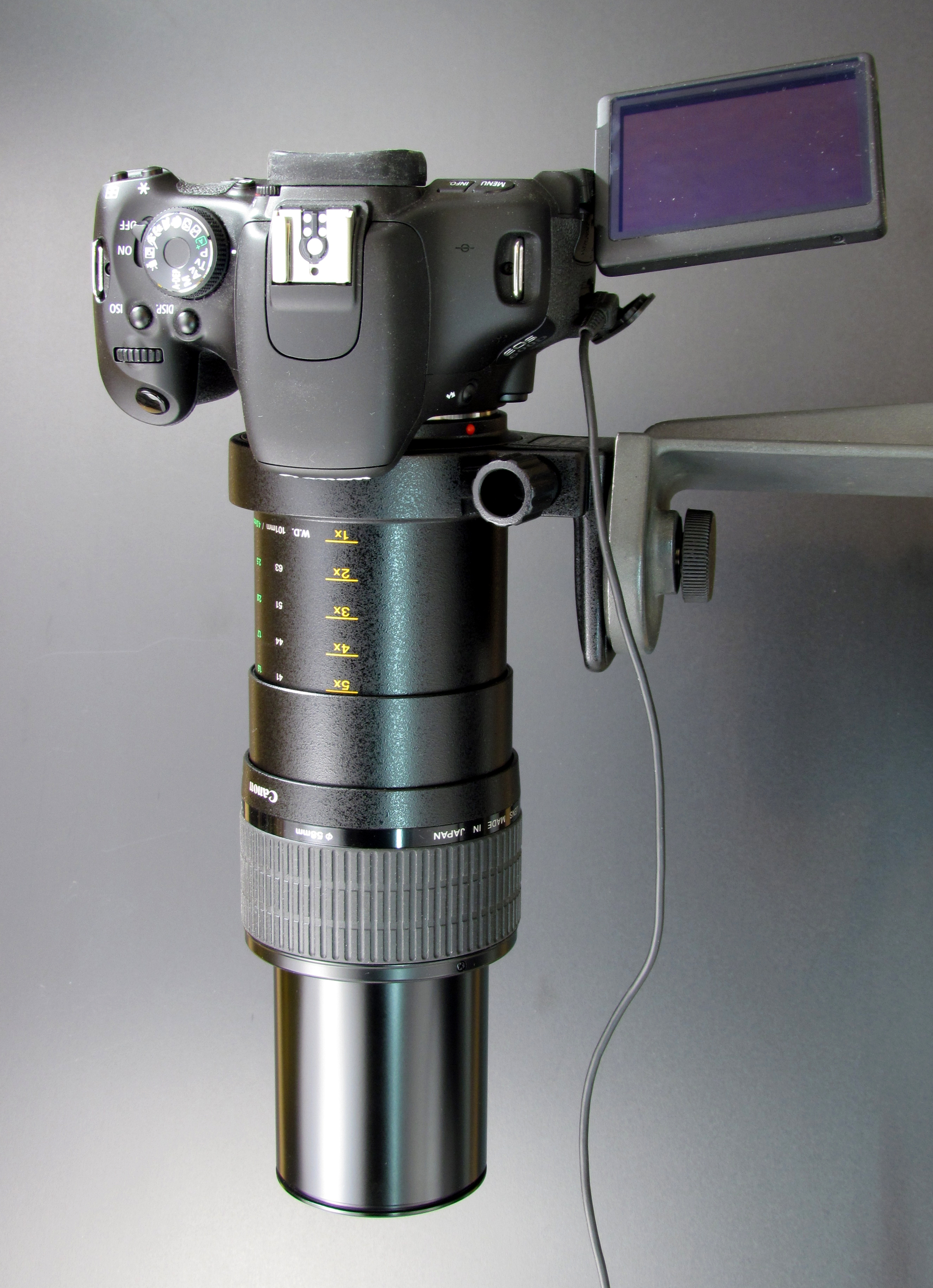
Фотоаппарат с макрообъективом Canon MP-E 65 mm на репродукционной установке

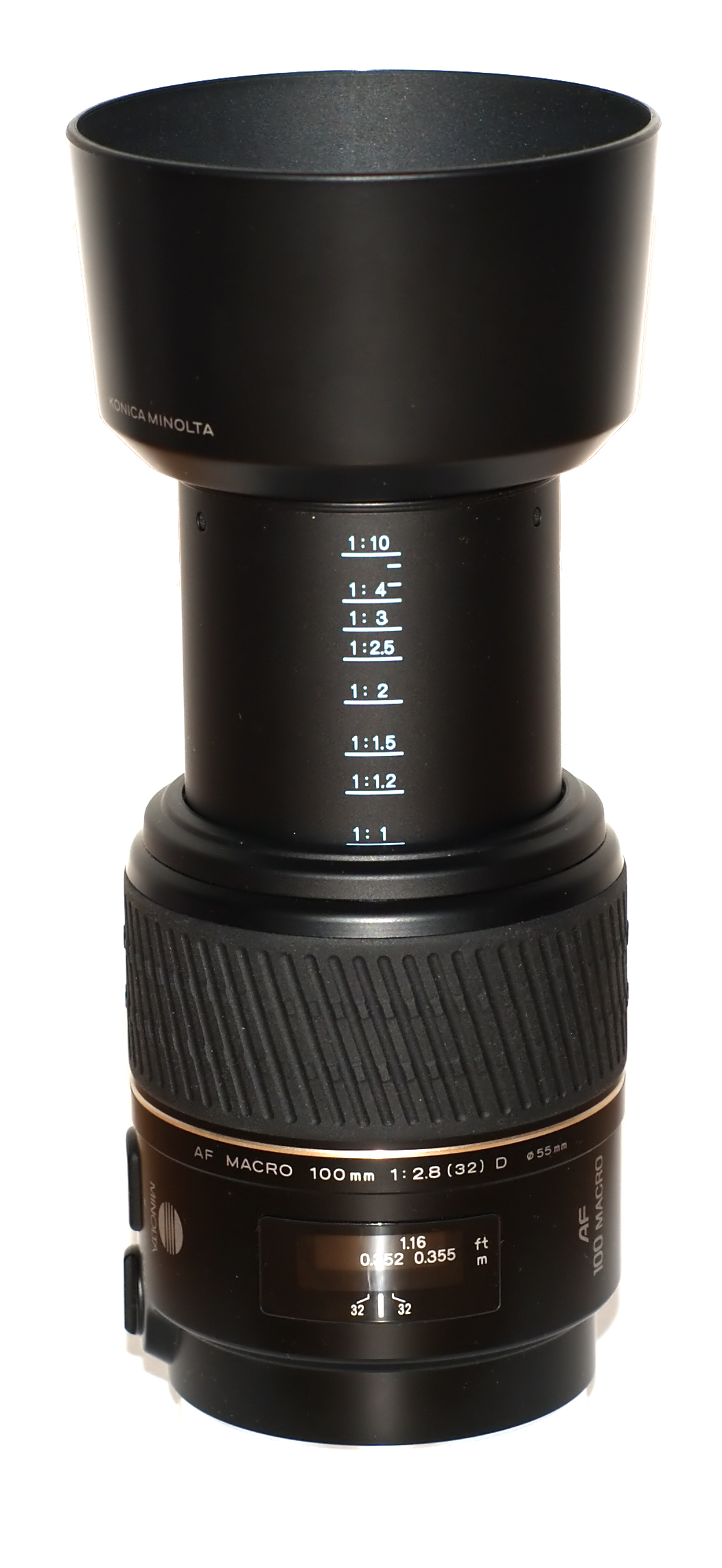
Макрообъектив Minolta AF Macro 100mm f/2.8

Ма́крообъекти́в — специализированный фотографический объектив, предназначенный для макросъёмки.

## Отличительные особенности
Макрообъектив отличается от остальных (нормального объектива, портретного) своим специализированным предназначением для макросъёмки (фотографирования мелких предметов с небольшого расстояния). Нормальный (штатный) объектив с фокусным расстоянием 50 мм имеет коррекцию аберраций для съёмки с минимальных расстояний 50f—100f (2,5—5 м). При фотографировании с большим увеличением (менее 10f, 0,5 м) качество изображения значительно ухудшается. Именно поэтому разработаны специализированные объективы, позволяющие получать качественное изображение предмета в масштабе 1 : 1 (двойное выдвижение линзового блока, если объектив имеет фокусное расстояние 50 мм, то его необходимо выдвинуть на 100 мм от плоскости фотоплёнки).
Конструктивно можно выделить объективы, предназначенные только для макросъёмки и универсальные, способные фокусироваться (и создавать качественное изображение) от «бесконечности» и менее.
Макрообъективы могут быть с разным фокусным расстоянием (от широкоугольного до длиннофокусного), для которого оно может быть постоянным (фикс-объективы) или переменным (трансфокаторы). Макро-трансфокатор сочетает вариобъектив и макролинзу (или систему макролинз), специально рассчитанные как единая оптическая система (что лучше с оптической точки зрения, чем универсальный вариобъектив и макронасадка), а макро-фикс-объектив — единая оптическая система (приводит к более простой конструкции и большей светосиле).

## Основные параметры
Основным и самым главным параметром является величина выдвижения линзового блока, что определяет масштаб изображения.
Некоторые макрообъективы не имеют системы фокусировки и предназначены только для совместной работы с мехами.
При макросъёмке (при значительном отодвигании линзового блока от плоскости фотоплёнки или матрицы) светосила объектива уменьшается, что требует внесения поправок в экспозиционные параметры. При масштабе изображения 1 : 1 расстояние между фотоплёнкой (матрицей) увеличивается в два раза, что требует увеличения экспозиции в четыре раза (см. закон обратных квадратов). В фотоаппаратах с заобъективной экспонометрией поправка вносится автоматически.
Широкоугольные объективы благодаря малой дистанции фокусировки (определяется большой глубиной резко изображаемого пространства) позволяют фотографировать очень маленькие объекты за счёт приближения к снимаемому объекту, правда, это вносит в снимок дополнительные оптические искажения (в основном, дисторсию).
Основные параметры:
- величина увеличения (масштабирования) равна отношению размера объекта на негативе к реальному;
- глубина резко изображаемого пространства.

Аксессуары:

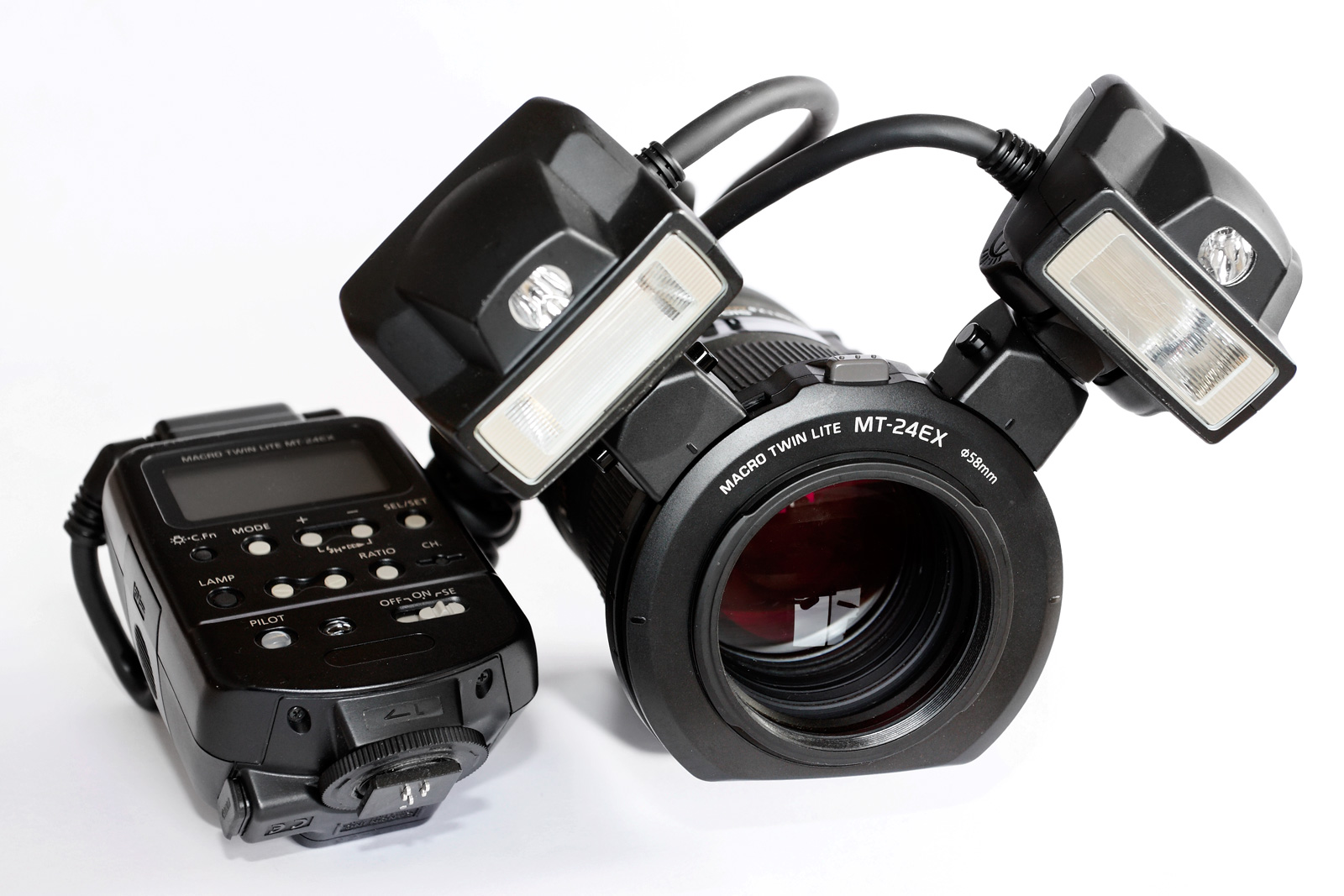
Макровспышка Canon MT 24-EX

- Бленда для макрообъектива или специально подобранная.
- Макровспышка с кольцевой ксеноновой лампой или несколькими лампами, окружающими оправу объектива. Не даёт теней при съёмке.

## Маркетинг
В компактных цифровых фотоаппаратах, в подавляющем большинстве, а также в некоторых объективах присутствует так называемый «макрорежим», который позволяет фотографировать мелкие объекты. Однако оптические искажения могут быть не исправлены, объектив в этом режиме позволяет сфокусироваться на объекте с очень близкого расстояния (порядка нескольких сантиметров).
В обозначении большинства моделей макрообъективов дописывается пометка «macro» или «micro», а в спецификации приводятся значения масштабирования.

## Примеры объективов

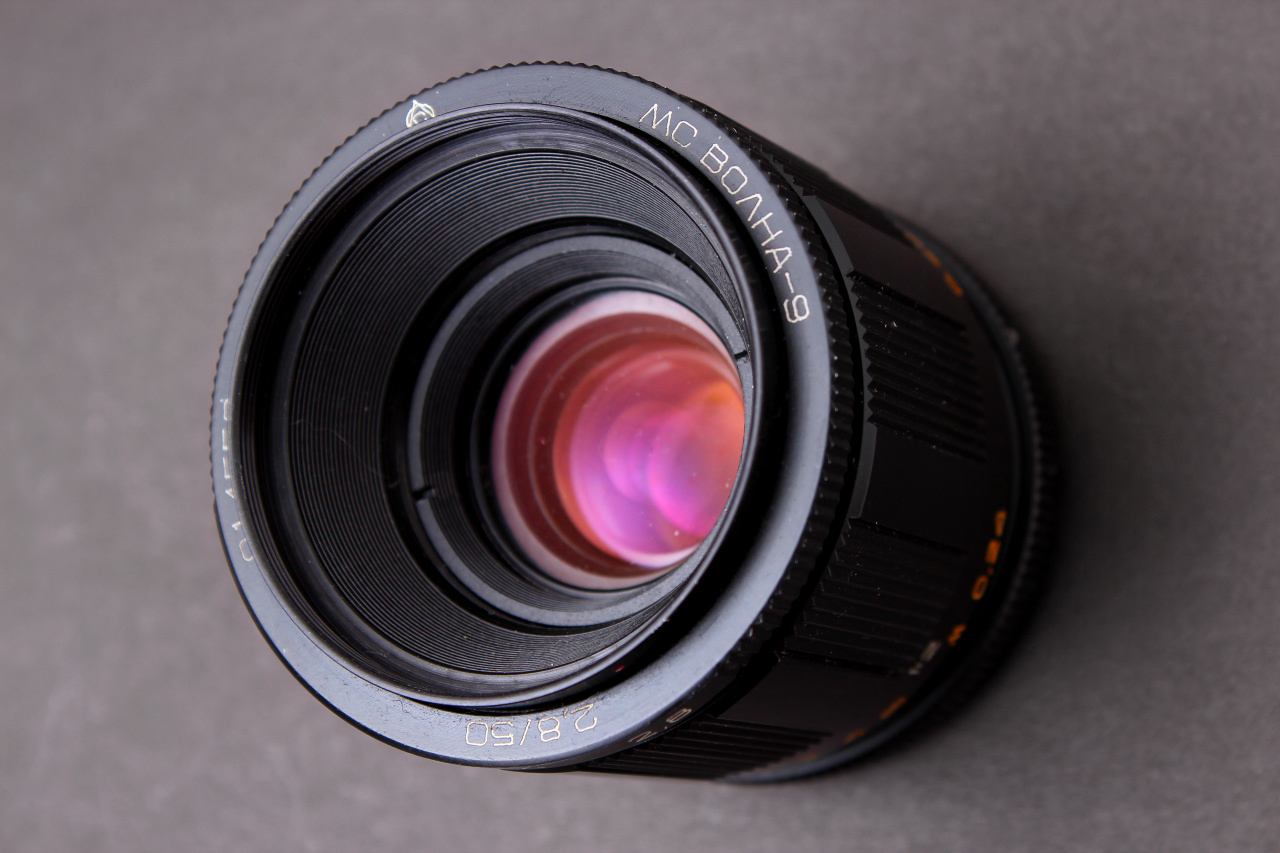
«МС Волна-9 Макро» 2,8/50 — советский объектив для макросъёмки

С 1984 года на Лыткаринском заводе оптического стекла (ЛЗОС) выпускался практически единственный советский макрообъектив с многослойным просветлением «МС Волна-9» 2,8/50 с минимальной дистанцией фокусировки 0,24 м. Объектив с предварительной установкой диафрагмы, крепление — резьба M42×1, рабочий отрезок 45,5 мм.
В 1930-е годы на Харьковском заводе «ФЭД» выпускался макрообъектив для дальномерных камер «ФЭД-19» (крепление — резьба M39×1/28,8), в наст. время представляет коллекционный интерес.
Примеры объективов, часто использующихся фотографами:
- «Юпитер-12» (2,8/35)
- «Индустар-61 Л/З» (2,8/53)
- «Юпитер-11» (4/135)
- «Юпитер-9» (2/85)
- «Гелиос-44-2» (2/58)
- «Юпитер-3» (1,5/50)
- «Индустар-50У» (3,5/50) (объектив для фотоувеличителей)
- «Индустар-69» (2,8/28) (объектив для полуформатных фотоаппаратов «Чайка-2» «Чайка-3» и «Чайка-2М»)
- «ОКС2-15-1» (2,8/15) в корпусе «Индустар-50У»
- «Индустар-50-2» (3,5/50)
- ЛОМО 8× микроскопный в корпусе «Индустар-50-2»